# ミダース王とバッカス
『ミダース王とバッカス』（ミダースおうとバッカス、独: Midas und Bacchus、英: Midas and Bacchus）は、17世紀フランスの巨匠ニコラ・プッサンが1624年ごろ、キャンバス上に油彩で制作した絵画である。オウィディウスの変身物語 (第11巻
85-145) にあるミダース王とバッカスの逸話を主題としている。バイエルン選帝侯マクシミリアン2世エマヌエルに所有されていた作品で、現在、ミュンヘンのアルテ・ピナコテークに所蔵されている。 

## 作品
『変身物語』によると、ミダース王はバッカスの祭礼に参加した後、誤って捕らえられたバッカスの養い親シレノスをもてなした。このことに感謝したバッカスは、王に望みのものを何でも与えるといった。愚かな王は、自分の手に触れるものは何でも黄金に変えるように頼む。この望みはかなえられるが、自身が触れた食べ物まで黄金に変わっしまった結果、王は飢えることになった。そこで、ふたたびバッカスのもとへ行き、この黄金の呪縛から自身を自由にしてくれるように懇願する。バッカスはミダースをパクトロス河の上流にのぼらせ、彼がそこで身体を洗うと、望み通り自分の黄金を洗い流すことができた。一方、パクトロスは黄金の流れる河となった。
本作に表わされているのは、王冠を被ったミダース王が跪いてバッカスに望みを懇願している場面である。ヘレニズム期のバッカス像に似た画中のバッカスは、理性的な態度でミダースに富と黄金は一時的な価値しか持っていないと説き聞かせている。そのことを示すかのように、バッカスの供をする者たちはワインの盃を飲み干して、いかにも幸福そうに眠っている。左端にいるシレノスは半ば陰になって、卓にもたれている。彼の前の美しいニンフは仰向けになって眠っている。彼女の手前にはがうつぶせに眠っているプットがいる。この牧歌的な田園の情景は、右端でヤギと戯れるプットたちや、バッカスの右隣でフルートを吹いている羊飼いたちの姿によっていっそう強調される。この情景は、ミダース王の抱いている俗界的な貪欲さと対照されているのである。
なお、画面中景右端には、ミダースがバッカスの指示通りに川の水で身体を洗っている姿が見える。プッサンは、ミダースが身体を洗う場面のみを描いた『パクトロス河で身体を洗うミダース王』 (メトロポリタン美術館、ニューヨーク) も描いている。
本作の構図は、ロンドンのナショナル・ギャラリーとスコットランド国立美術館 (エジンバラ) に共同所有されるティツィアーノの『ディアナとカリスト』 に非常によく似ている。どちらの作品でも、立っている裸体像とバランスをとっている人物群が左右に配置されている。本作のミダースの身振りは、ティツィアーノの作品のディアナと同じである。また、両作品の背景には、雲行きの怪しい空に覆われた風景が広がっている。一方、仰向けで眠っているニンフは、同じくティツィアーノの『アンドロス島のバッカス祭』 (プラド美術館、マドリード) の画面手前右端に描かれているニンフと疑いなく関連している。

## ギャラリー

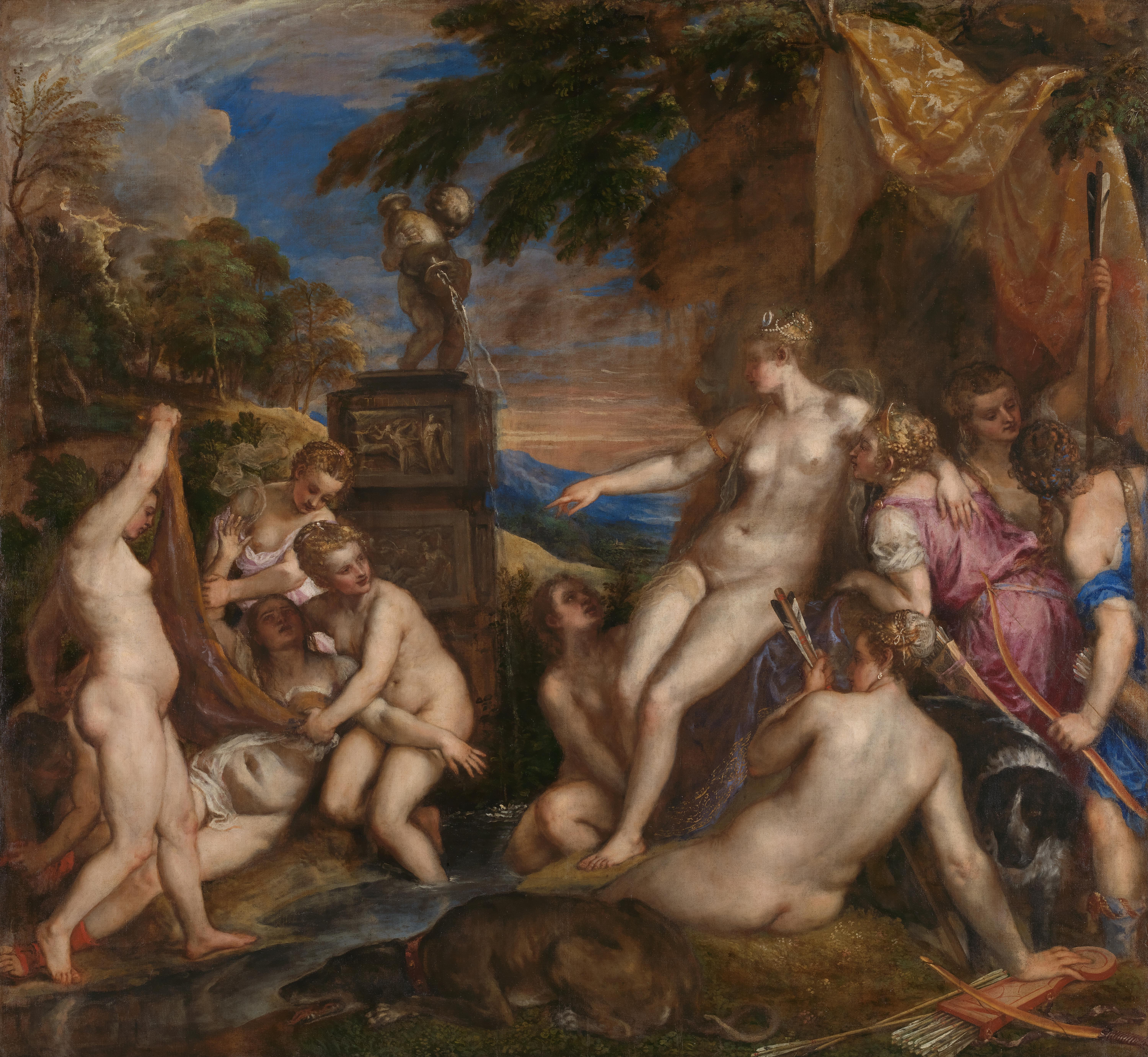
ティツィアーノ『ディアナとカリスト』 (1556-1559年)、ナショナル・ギャラリー (ロンドン) 、スコットランド国立美術館 (エジンバラ)
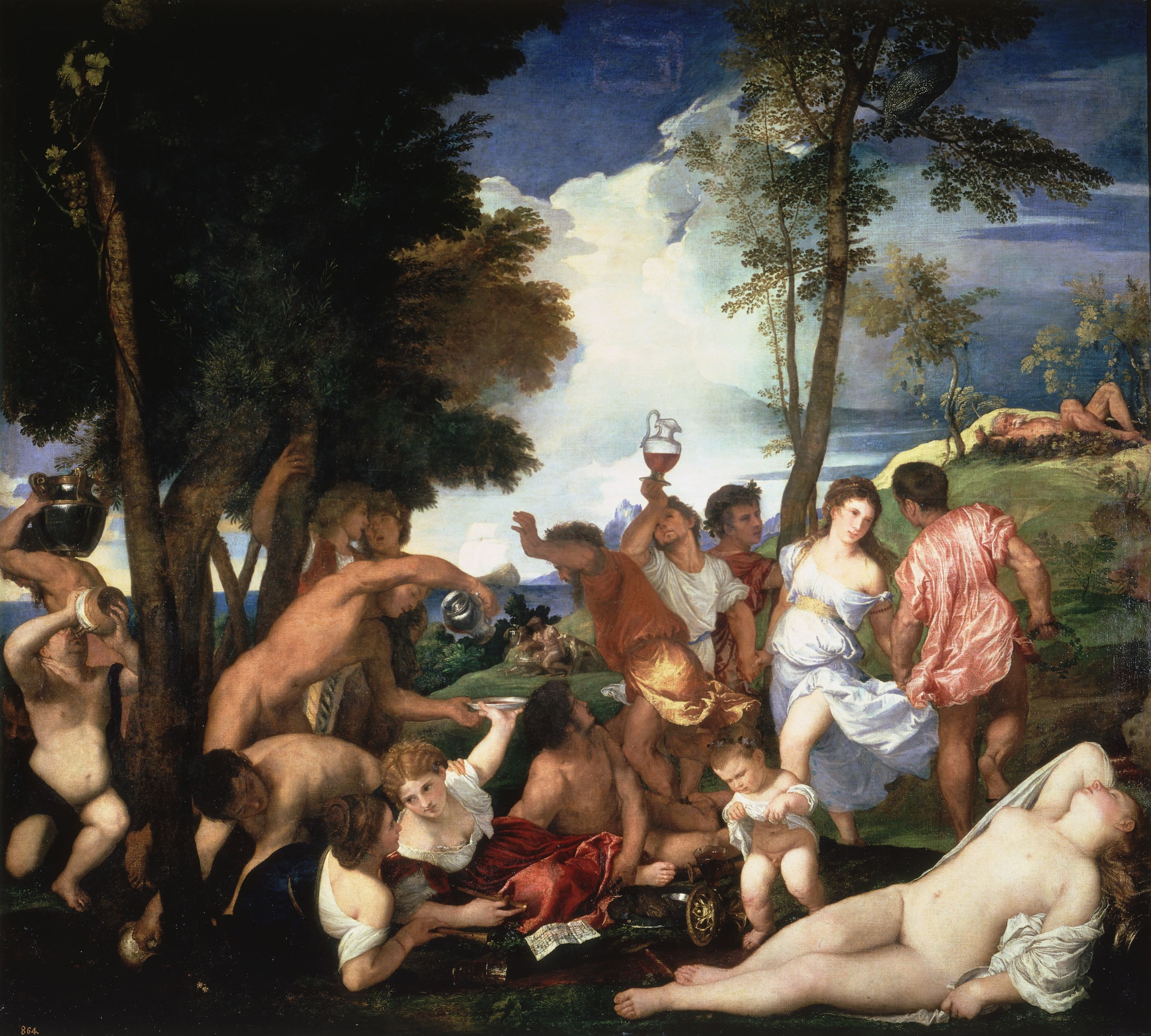
ティツィアーノ『アンドロス島のバッカス祭』 (1523-1526年)、プラド美術館、マドリード
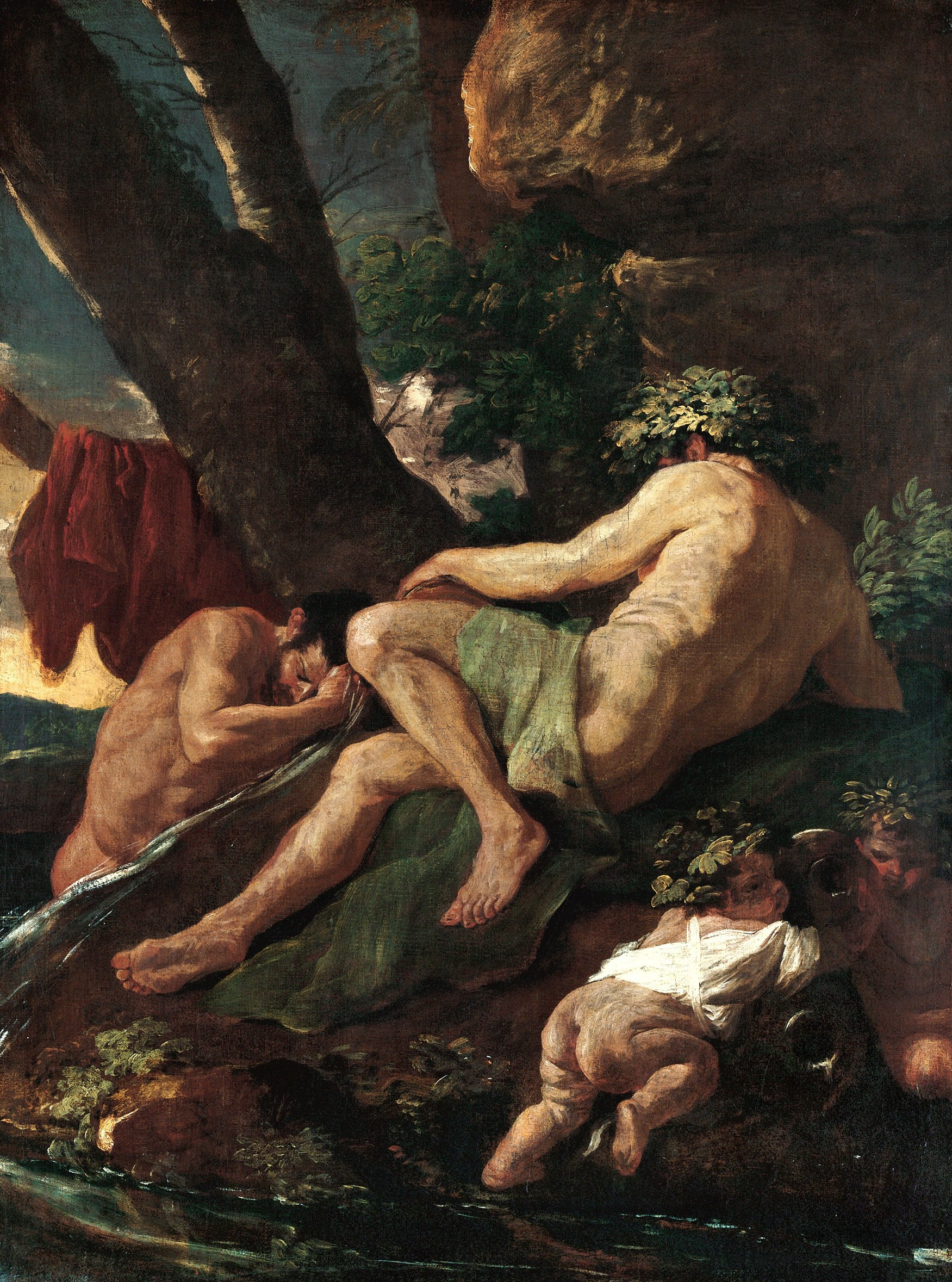
プッサン『パクトロス河で身体を洗うミダース王』 (1627年ごろ、メトロポリタン美術館、ニューヨーク